# Tu Mơ Rông
Tu Mơ Rông (còn viết là Toumorong, Tou Morong, Tu Mrong) là một huyện thuộc tỉnh Kon Tum, Việt Nam.

## Địa lý

### Vị trí địa lý
Huyện Tu Mơ Rông nằm ở phía đông bắc tỉnh Kon Tum, có vị trí địa lý:
- Phía đông giáp huyện Kon Plông
- Phía tây giáp huyện Ngọc Hồi
- Phía nam giáp huyện Đăk Tô và huyện Đăk Hà
- Phía bắc giáp huyện Đăk Glei và huyện Nam Trà My, tỉnh Quảng Nam.

Huyện Tu Mơ Rông có diện tích 857,2 km², dân số năm 2019 là 27.411 người, mật độ dân số đạt 32 người/km². Dân cư bản địa là người Xơ Đăng nhóm Hà Lăng.

### Địa hình
Địa danh Tu Mơ Rông (Tu Mrong) với tọa độ 107°58' kinh đông, 14°52' vĩ bắc có dữ liệu địa lý được ghi trên nhiều website.
Huyện có địa hình phức tạp, bị chia cắt nhiều bởi các sông suối, hợp thủy và núi cao. Địa hình thấp dần từ Bắc xuống Nam và từ Đông sang Tây. Huyện có nhiều bậc thềm địa hình, tạo nên nhiều kiểu địa hình đa dạng: gò đồi, vùng trũng và núi cao xen kẽ nhau khá phức tạp. Trong đó mỗi bậc là địa hình đồi núi bao quanh tạo thành những thung lũng hẹp. Nhìn chung địa hình toàn huyện có ba dạng địa hình chính:
- Địa hình núi trung bình: Phân bổ ở sườn núi phía Nam dãy núi Ngọc Linh; núi Ngọc Tu Măng, Ngọc Puôk, Ngọc Păng. Độ cao trung bình so với mặt nước biển 1.000-2.333 m; gồm các dãy núi phía Bắc và Đông Bắc huyện, thuộc địa bàn các xã Đăk Na, Ngọc Lây, Tê Xăng, Măng Ri, Ngọc Yêu. Độ dốc khu vực này trên 250; có nhiều thung lũng hẹp và sâu.
- Địa hình núi thấp: Có độ cao trung bình 800-1.000 m, phân bổ ở phía Bắc và Đông của huyện, có nhiều thung lũng hẹp và sâu.
- Địa hình thấp được bồi tụ: Có độ cao trung bình dưới 800 m; phân bổ ở khu vực phía Nam và Tây Nam huyện.

### Khí hậu
Khí hậu huyện Tu Mơ Rông là khí hậu Tây Trường Sơn; khu vực phía Đông Bắc gián tiếp ảnh hưởng của khí hậu Đông Trường Sơn. Chia làm 2 tiểu vùng khí hậu:
- Tiểu vùng 1: Là khu vực trung tâm và phía Tây của huyện, bao gồm các xã Đăk Hà, Đăk Tờ Kan, Đăk Rơ Ông, Đăk Sao, Tu Mơ Rông. Tổng nhiệt độ năm từ 7.000-7.500 °C; nhiệt độ trung bình tháng lạnh nhất (tháng 12, 1) đạt dưới 18 °C; nhiệt độ trung bình tháng cao nhất (tháng 4) khoảng 23 °C. Lượng mưa hàng năm tương đối cao, phổ biến từ 2.200-2.400 mm; mùa mưa bắt đầu từ tháng 5 và kết thúc vào đầu tháng 11. Phù hợp với cây có nguồn gốc á nhiệt đới.
- Tiểu vùng 2: Thuộc khu vực Đông Bắc huyện bao gồm các xã Đăk Na, Măng Ri, Tê Xăng, Ngọc Lây, Ngọc Yêu,.... Tổng nhiệt độ năm từ 6.500-7.000 °C. Nhiệt độ trung bình tháng lạnh nhất (tháng 12, 1) xuống dưới 18 °C; nhiệt độ trung bình tháng cao nhất (tháng 4) khoảng 23 °C. Lượng mưa hàng năm tương đối cao phổ biến từ 2.200-2.400 mm; mùa mưa bắt đầu từ tháng 5 và kết thúc vào đầu tháng 11; Tháng có lượng mưa và số ngày mưa cao là tháng 8,9,10,11.

Chế độ nhiệt tại huyện là chế độ nhiệt đới gió mùa cao nguyên; nền nhiệt tương đối thấp, nhưng có sự phân hóa rõ rệt giữa các vùng theo độ cao. Nhiệt độ tại khu vực phía Tây Nam cao hơn khu vực Đông Bắc, chênh lệch phổ biến từ 1-2 °C. Nhiệt độ không khí đạt thấp nhất vào tháng 1 và tháng 12, đạt cao nhất vào tháng 4,5. Các tháng 1,2,11,12 có nhiệt độ trung bình dưới 19 °C (lạnh); các tháng còn lại nhiệt độ trung bình từ 20-23 °C.
Chế độ mưa tại khu vực huyện phụ thuộc vào chế độ gió mùa và địa hình. Mùa mưa bắt đầu từ tháng 5 và cho đến hết tháng 10 là do tác động của gió mùa Tây Nam mang lại. Từ tháng 11 đến tháng 4 năm sau do tác động trực tiếp của gió mùa Đông Bắc bị chặn bởi dãy Trường sơn là mùa khô. Lượng mưa tại khu vực Đông Bắc huyện đạt trên 2.400 mm; tại khu vực còn lại của huyện lượng mưa phổ biến 2.000-2.400 mm.
Độ ẩm không khí: Khu vực Đông Bắc có độ ẩm lớn hơn khu vực phía Tây Nam huyện; độ ẩm đạt thấp nhất xảy ra vào tháng 3 phổ biến từ 74-75%; cao nhất xảy ra vào các tháng 7,8,9 phổ biến là 91-92%.

### Đất đai
Căn cứ vào một số kết quả điều tra nghiên cứu về phân loại lập bản đồ đất tỉnh Kon Tum theo phân loại định lượng FAO- UNESCO, đặc điểm thổ nhưỡng huyện Tu Mơ Rông có 4 nhóm đất chính và bảy loại đất, cụ thể như sau:
- Nhóm đất phù sa suối (Py): Có diện tích 1.182 ha, chiếm 1,4% tổng diện tích toàn huyện, nhóm đất này được hình thành do sản phẩm bồi tụ của sông suối lớn như lưu vực sông Đăk Tờ Kan; nhóm đất này phân bổ ở xã Đăk Hà, Đăk Rơ Ông, Đăk Tờ Kan và Đăk Sao.
- Nhóm đất xám (X); Có diện tích 79.255 ha, chiếm 92,8% tổng diện đất toàn huyện, phân bố ở tất cả các xã, gồm ba loại đất:
  - Đất xám, đỏ vàng: Diện tích có 1.419 ha, chiếm 1,7% diện tích đất toàn huyện. Đất phân bổ ở tất cảc các xã trên toàn huyện trên đá biến chất (1.200 ha) và macma axit (219 ha). Hầu hết diện tích đất có độ dốc 15-250 có 1.227 ha, diện tích đất dốc <150 có 192 ha. Ở độ dốc thấp <150 có thể sử dụng trồng các loại hoa màu, cây ăn quả, cây công nghiệp; diện tích có độ dốc >150 thuận lợi cho việc khoanh nuôi bảo vệ hoặc trồng mới rừng.
  - Đất xám giàu mùn, tích nhôm: Diện tích 70.044 ha, chiếm 82% tổng diện tích toàn huyện, được hình thành trên đá biến chất; toàn bộ diện tích đất có tầng dày đất mịn trên 100 cm, nhưng phân bổ ở độ dốc >250, đất này thuận lợi để sử dụng cho mục đích lâm nghiệp.
  - Đất xám, sỏi sạn nâu, đỏ vàng: Diện tích 7.792 ha, chiếm 9,1% diện tích đất toàn huyện. Đất phân bố ở tất cả các xã trong huyện, trong đó tập trung chủ yếu ở xã Đăk Tờ Kan, Đăk Rơ Ông (4.048 ha), xã Đăk Hà (1.965 ha), xã Tu Mơ Rông (1.435 ha), xã Ngọc Yêu (344 ha). Toàn bộ diện tích đất có tầng dày trên 50 cm, trong đó phân bổ chủ yếu ở độ dốc >250 (7.671 ha), diện tích đất ~150 chỉ có 121 ha. Đất có độ dốc <150 có thể sử dụng trồng hoa màu, cây ăn quả, chè. Đất có độ dốc trên 150 nên khoanh nuôi hoặc trồng rừng.
- Nhóm đất đỏ (Fd): Diện tích đất đỏ có 1.589 ha, phát triển trên đá bazan, gồm hai loại đất:
  - Đất đỏ chua, tầng mặt giàu mùn: Đất được hình thành trên đá bazan, phân bổ ở xã Ngọc Yêu. Toàn bộ diện tích đất có tầng dày dày trên 100 cm, độ dốc >250, ít có khả năng sử dụng cho nông nghiệp.
  - Đất đỏ chua, tầng mặt giàu mùn: Đất được hình thành trên đá bazan có diện tích 84 ha, chiếm 0,1% diện tích đất toàn huyện, phân bổ ở xã Ngọc Yêu. Toàn bộ diện tích đất có tầng dày trên 100 cm, độ dốc <80. Hướng sử dụng là trồng các loại cây hoa màu, cây ăn quả, cây công nghiệp lâu năm.
- Nhóm đất mùn axit trên núi cao: Diện tích có 3.361 ha, chiếm 3,9% diện tích đất toàn huyện, phân bổ ở các xã Đăk Na (1.010 ha), Đăk Sao (50 ha), Măng Ri (1.464 ha), Ngọc Lây (837 ha). Toàn bộ diện tích đất phân bố ở độ dốc >250, tầng dày > 100 cm; loại đất này sử dụng cho mục đích lâm nghiệp và phát triển cây dược liệu:
  - Diện tích đất theo độ dốc tầng dày: Toàn huyện có 8.676 ha đất phân bố ở độ dốc <150, chiếm 10,2% tổng diện tích đất toàn huyện, trong đó đất có tầng dày đất mịn >70 cm là 8.267 ha, có khả năng sử dụng cho phát triển nông nghiệp, chủ yếu là đất xám (6.383 ha) và đất phù sa (1.033 ha).
  - Diện tích đất có độ dốc >150 cần sử dụng cho mục đích lâm nghiệp như trồng rừng, khoanh nuôi bảo vệ rừng hoặc sử dụng nông lâm kết hợp; trồng bời lời, ca ri, quế....